# Malattia di Kashin-Beck
La malattia di Kashin-Beck è una rara forma di osteoartrite, descritta per la prima volta in Cina, ed è collegata a bassi valori nutrizionali di selenio. Attualmente risulta diffusa in alcune aree della Cina e, più sporadicamente, tra Siberia e Corea del Nord.
La malattia di Kashin-Beck è una patologia endemica che si instaura durante l'adolescenza e la preadolescenza. L'osteoartrite si caratterizza  per la necrosi delle cellule cartilaginee che produce forme di nanismo e malformazioni articolari. La malattia è collegata a  bassi valori di selenio ma è probabile che questo non sia l'unico fattore scatenante.